# Memfis
Memfis (àrab: مَنْف Manf; copte: ⲙⲉⲙϥⲓ; grec antic: Μέμφις) és una ciutat d'Egipte, situada a uns 20 km al sud del Caire. Memfis és el nom que li donaren els grecs, mentre que els antics egipcis l'anomenaven Men-Nefer o Taui. Fou capital del nomós I del Baix Egipte, el nomós de la Fortalesa Blanca. A la ciutat es pot veure el colós de Ramsés II, l'esfinx d'alabastre (de més de 4 metres d'altura i 8 de llarg que podria ser d'Amenhotep II, i que pesa 80 tones, la qual se suposa que flanquejava l'entrada al temple de Ptah), i les sales de momificació dels braus del Serapèum, en les que es conserva una taula de momificació de la Dinastia XXVI. Un altre colós en granit rosa es va trobar prop de l'anterior però avui és al Caire.

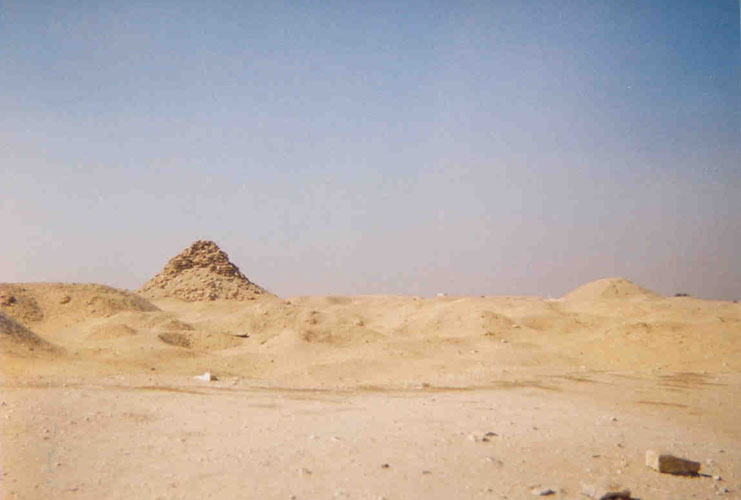
Piràmide prop de Memfis

Fou fundada abans del 3000 aC (Heròdot dona 2900 aC) per Narmer, que probablement va triar l'emplaçament d'un llogarret ja existent i va regular el curs del Nil, protegint la ciutat per un dic. El seu fill i successor, Aha, hi va bastir palaus. Llavors s'anomenava Anbu-Hey (‘Mur Blanc’), i més tard, encara durant l'Imperi Antic, es va dir Hut-ka-Ptah (‘temple del Ka de Ptah’) que va sonar als grecs com aigyptus i va donar nom al país; a l'Imperi mitjà es deia Anj-Tauy (‘Ciutat que uneix dues terres’). Fou la capital de les primeres dinasties fins que al començament de la IV, el faraó Snofru (o Sneferu) la va traslladar a Guiza, però va tornar a ser capital amb la sisena dinastia. Tot i perdre la capitalitat al primer període entremig, la seva importància no va disminuir fins a l'Imperi nou, però amb la dinastia XVIII s'hi van fer grans obres i va romandre com una capital religiosa fins al temps del Ptolomeus.
Va ser destruïda per Amr ibn al-As en el moment de la conquesta àrab. Tot i així el districte septentrional de l'Alt Egipte va conservar el nom (el nom arabitzat, Manf, amb variants Minf, Munf, Munayf, Manfish, Maf i Manafa) i alguns autors fan una entitat única del districte de Manf i el de Wasim o Awsim. Segons un autor del segle xiii, Abu-Sàlih al-Armaní, el riu Nil s'havia acostat a la ciutat progressivament. Al segle xv el poble de Badrashayn (Umm Isa) ocupava exactament el lloc de l'antiga Memfis. Els àrabs pensaven que el nom de Manf derivava del copte mafa, que vol dir ‘trenta’.
L'actual població més propera a l'antic lloc és Mit Rahina (àrab: ميت رهينة, Mīt Rahīna), però Dahshur, Abusir, Abu Gorab, i Zawyet el'Aryan, que són suburbis del Caire, queden totes dins els límits històrics de Memfis.

## Història

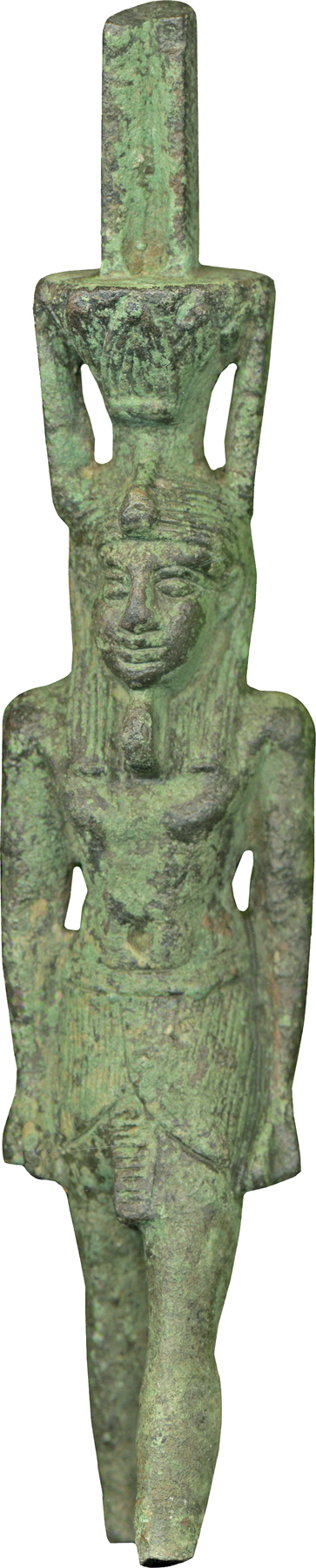
Objecte ritual que representa el déu Nefertem, que era venerat principalment a Memphis, Museu d'Art Walters

Durant el Període tinita i l'Imperi Antic, Memphis va esdevenir la capital de l'antic Egipte durant més de sis dinasties consecutives. La ciutat va assolir el màxim prestigi sota la Sisena Dinastia com a centre de culte a Ptah, el déu de la creació i les obres d'art. L’esfinx d'alabastre que custodia el Temple de Ptah serveix com a memorial de l'antic poder i prestigi de la ciutat. La tríada de Memphis, formada pel déu creador Ptah, la seva consort Sekhmet i el seu fill Nefertem, va constituir el principal centre de culte a la ciutat.
Memphis va decaure després de la dinastia XVIII amb l'auge de Tebes i el Nou Regne, però va reviscolar sota els perses, abans de caure fermament en segon lloc després de la fundació d’Alexandria. Sota l’Imperi Romà, Alexandria va seguir sent la ciutat egípcia més important. Memphis va romandre com la segona ciutat d'Egipte fins a l'establiment de Fustat (o Fostat) l'any 641 dC. Després va ser abandonada en gran part i es va convertir en una font de pedra per als assentaments dels voltants. Encara era un conjunt imponent de ruïnes al segle XII, però aviat va esdevenir poc més que una extensió de ruïnes baixes i pedres disperses.

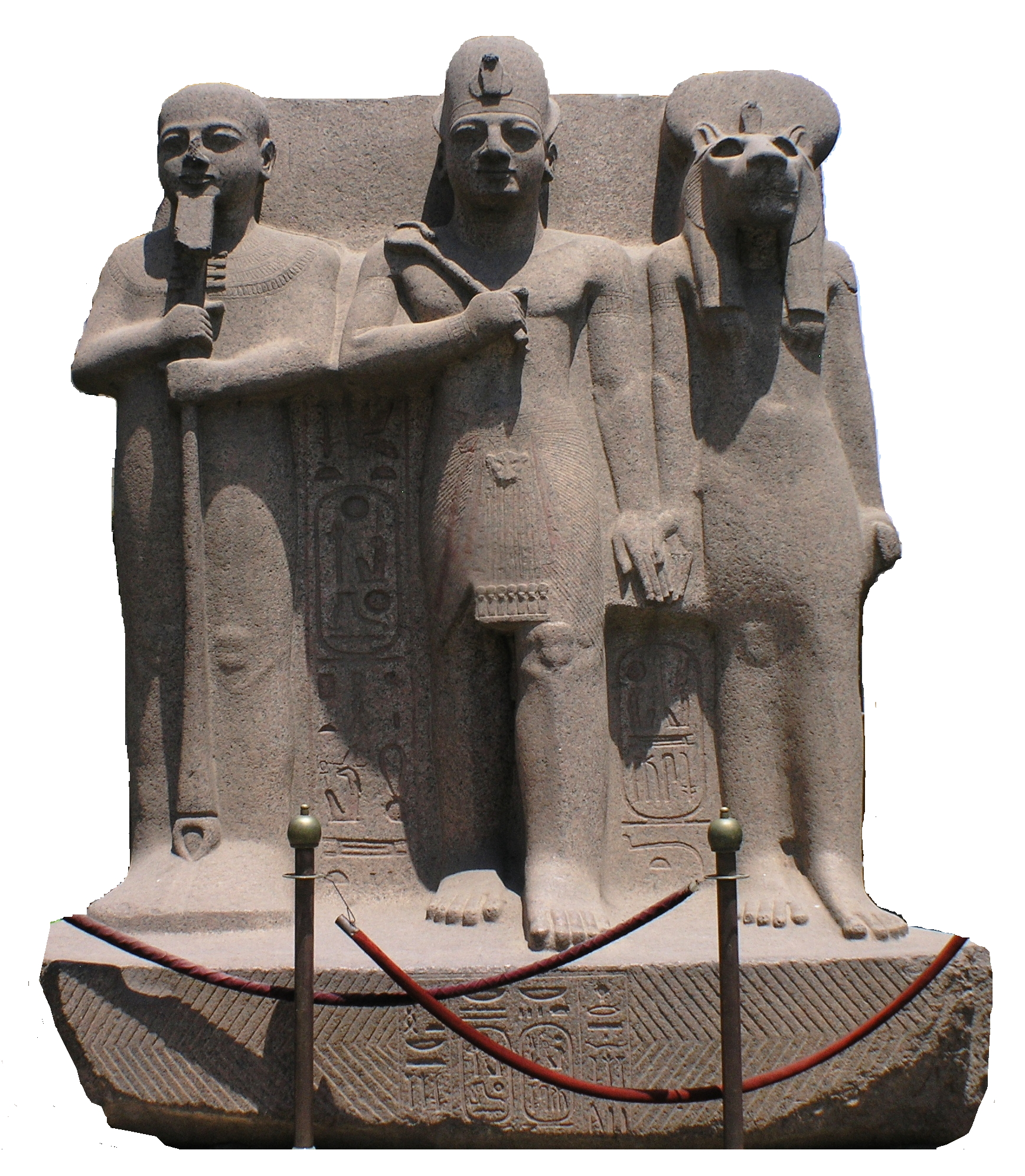
Ramsès II flanquejat per Ptah i Sekhmet

### Història llegendària
La llegenda registrada per Manetó deia que Narmer, el primer rei a unir les Dues Terres, va establir la seva capital a la vora del Nil desviant el riu amb dics. L'historiador grec Heròdot, que explica una història similar, relata que durant la seva visita a la ciutat, els perses, en aquell moment els sobirans del país, van prestar especial atenció a l'estat d'aquestes preses per tal que la ciutat es salvés de les inundacions anuals. S'ha teoritzat que Menes podria haver estat un rei mític, similar a Ròmul de Roma. Alguns estudiosos suggereixen que Egipte probablement es va unificar a través d'una necessitat mútua, desenvolupant vincles culturals i associacions comercials, tot i que és indiscutible que la primera capital de l'Egipte unificat va ser la ciutat de Memphis. Alguns egiptòlegs havien identificat el llegendari Menes amb l'històric Narmer, que està representat a la Paleta de Narmer conquerint el territori del delta del Nil al Baix Egipte i establint-se com a rei. Aquesta paleta ha estat datada a ca. Segle XXXI aC i, per tant, es correlacionaria amb la llegenda de la unificació d'Egipte per Menes. No obstant això, el 2012 es va descobrir al Sinaí una inscripció que representava la visita del rei predinàstic Iri-Hor a Memphis. Com que Iri-Hor és dues generacions anteriors a Narmer, aquest últim no pot haver estat el fundador de la ciutat. Alternativament, Èpaf (rei d'Egipte, la esposa del qual era Memfis) és considerat en els mites grecs com el fundador de Memfis, Egipte.

### Període dinàstic primerenciImperi Antic
Se sap poca cosa de la ciutat del Regne Antic i d'abans. Va ser la capital de l'estat dels poderosos reis, que van regnar des de Memphis des de la data de la Primera Dinastia. Segons Manetó, durant els primers anys del regnat de Menes, la seu del poder era més al sud, a Tinis. Segons Manetó, les fonts antigues suggereixen que les muralles blanques (Ineb-hedj) o fortalesa de la muralla blanca van ser fundades per Menes. És probable que el rei s'hi establís per controlar millor la nova unió entre els dos regnes que abans eren rivals. El complex de Djoser de la Tercera Dinastia, situat a l'antiga necròpolis de Saqqara, seria aleshores la cambra funerària reial, que albergaria tots els elements necessaris per a la reialesa: temples, santuaris, corts cerimonials, palaus i casernes.
L’edat d'or va començar amb la Quarta Dinastia, que sembla haver reforçat el paper principal de Memfis com a residència reial on els governants rebien la doble corona, la manifestació divina de la unificació de les Dues Terres. Les coronacions i els jubileus com el festival Sed se celebraven al temple de Ptah. Els primers signes d'aquestes cerimònies es van trobar a les cambres de Djoser.
Durant aquest període, va sorgir el clergat del temple de Ptah. La importància del temple queda testimoniada amb pagaments d'aliments i altres béns necessaris per als ritus funeraris dels dignataris reials i nobles. Aquest temple també és citat als annals conservats a la Pedra de Palerm, i a partir del regnat de Menkaure, coneixem els noms dels summes sacerdots de Memfis que semblen haver treballat en parelles, almenys fins al regnat de Teti.
L'arquitectura d'aquest període era similar a la que es va observar a la necròpolis reial de Guiza de la Quarta Dinastia, on excavacions recents han revelat que l'objectiu essencial del regne en aquell moment se centrava en la construcció de les tombes reials. Un fort suggeriment d'aquesta noció és l'etimologia del nom de la ciutat mateixa, que coincidia amb el de la piràmide de Pepi I de la Sisena Dinastia. Memphis era aleshores l'hereva d'una llarga pràctica artística i arquitectònica, constantment fomentada pels monuments dels regnats precedents.

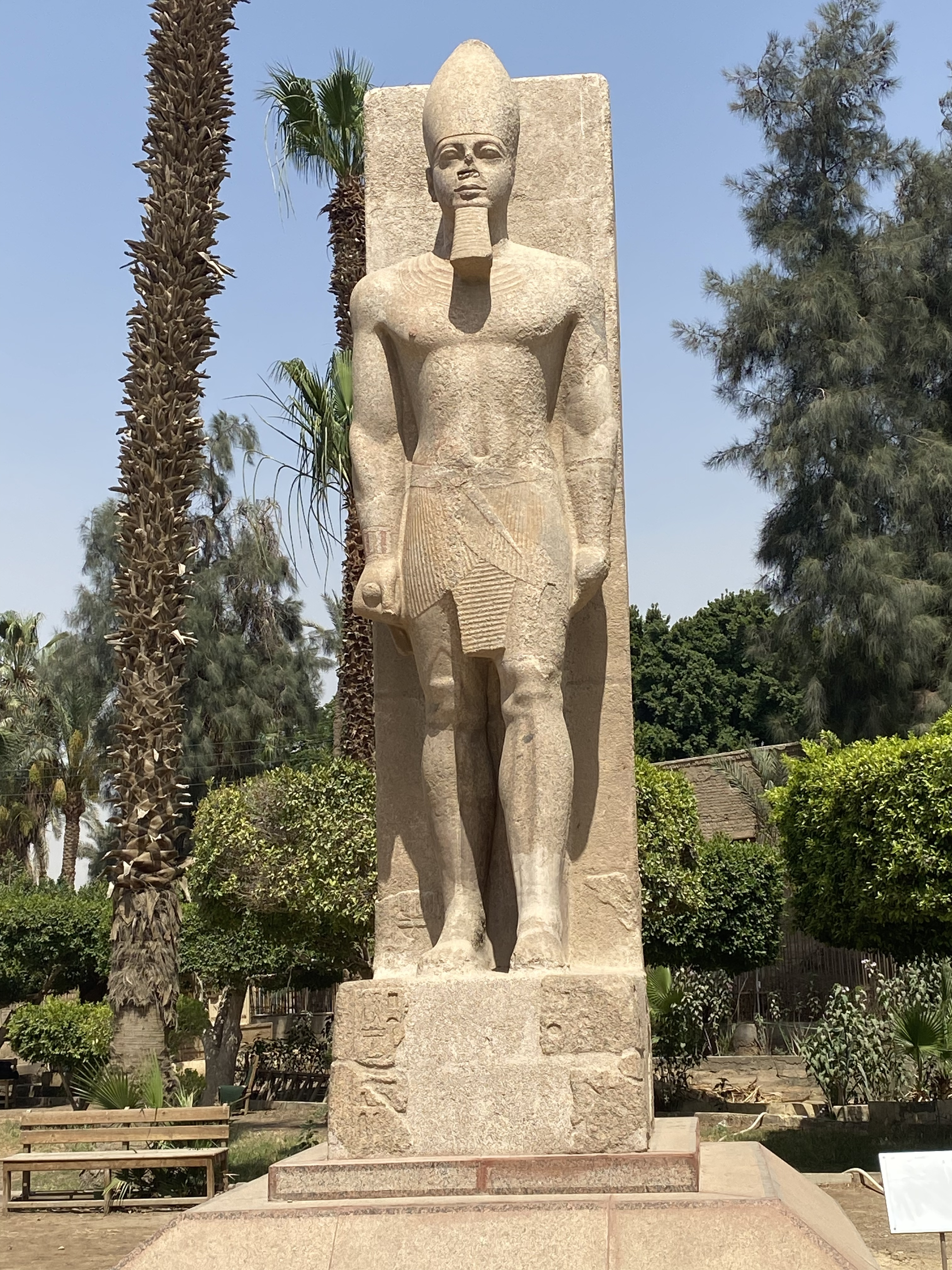
Escultura del Regne Mitjà restaurada en nom de Ramsès II

Totes aquestes necròpolis estaven envoltades de campaments habitats per artesans i treballadors, dedicats exclusivament a la construcció de tombes reials. Repartida al llarg de diversos quilòmetres en totes direccions, Memphis formava una veritable Megalòpoli, amb temples connectats per tèmenos sagrats i ports connectats per carreteres i canals. Així, el perímetre de la ciutat es va anar estenent gradualment fins a fer-se una vasta expansió urbana. El seu centre va romandre al voltant del complex del temple de Ptah.

### Regne Mitjà d'Egipte
A principis del Regne Mitjà, la capital i la cort del rei s'havien traslladat a Tebes, al sud, abandonant Memfis durant un temps. Tot i que la seu del poder polític havia canviat, Memphis va seguir sent potser el centre comercial i artístic més important, com ho demostra el descobriment de districtes d'artesania i cementiris, situats a l'oest del temple de Ptah.
També es van trobar vestigis que testimonien l'enfocament arquitectònic d'aquesta època. Una gran taula d'ofrenes de granit en nom d’Amenemhet I esmentava l'erecció per part del rei d'un santuari dedicat al déu Ptah, mestre de la Veritat. Es va trobar que altres blocs registrats a nom d’Amenemhet II s'havien utilitzat com a fonaments per a grans monòlits que precedien els pilons de Ramsès II. També se sabia que aquests reis havien ordenat expedicions mineres, incursions o campanyes militars més enllà de les fronteres, erigint monuments o estàtues a la consagració de deïtats, com ho demostra un panell que registrava els actes oficials de la cort reial durant aquest temps. A les ruïnes del Temple de Ptah, un bloc amb el nom de Senusret II porta una inscripció que indica un encàrrec arquitectònic com a regal a les deïtats de Memphis. A més, moltes estàtues trobades al lloc, posteriorment restaurades pels reis del Nou Regne, s'atribueixen a reis de la Dotzena Dinastia. Alguns exemples són els dos gegants de pedra que s'han recuperat entre les ruïnes del temple, que posteriorment van ser restaurats amb el nom de Ramsès II.
Finalment, segons la tradició registrada per Heròdot, i Diodor, Amenemhet III va construir la porta nord del Temple de Ptah. De fet, es van trobar restes atribuïdes a aquest rei durant les excavacions realitzades en aquesta zona per Flinders Petrie, que va confirmar la connexió. També val la pena assenyalar que, durant aquest temps, es van construir mastabes dels summes sacerdots de Ptah prop de les piràmides reials de Saqqara, cosa que demostra que la reialesa i el clergat de Memphis estaven estretament vinculats en aquell moment. La Tretzena Dinastia va continuar aquesta tendència, i alguns reis d'aquesta línia van ser enterrats a Saqqara, cosa que demostra que Memphis va conservar el seu lloc al cor de la monarquia.
Amb la invasió dels hicsos i el seu ascens al poder ca. 1650 aC, la ciutat de Memphis va ser assetjada. Després de la seva captura, molts monuments i estàtues de l'antiga capital van ser desmantellats, saquejats o danyats pels reis hicsos, que més tard se'ls van endur per adornar la seva nova capital a Àvaris. S'han descobert proves de propaganda reial que s'atribueixen als reis tebans de la dinastia XVII, que van iniciar la reconquesta del regne mig segle més tard.

### Imperi Nou d'Egipte
La dinastia XVIII va començar, doncs, amb la victòria dels tebans sobre els invasors. Alguns reis de la dinastia XVIII, en particular Amenofis II (r. 1427–1401/1397 aC) i Tutmosis IV (r. 1401/1397–1391/1388 aC) van donar una atenció reial considerable a Memphis, però en la seva major part, el poder va romandre al sud. Amb el llarg període de pau que va seguir, la prosperitat es va apoderar de nou de la ciutat, que es va beneficiar de la seva posició estratègica. L'enfortiment dels llaços comercials amb altres imperis va convertir el port proper de Peru-nefer (literalment, Bons Viatges) en la porta d'entrada al regne per a les regions veïnes, com ara Biblos i el Llevant.
Durant el Nou Regne, Memphis es va convertir en un centre d'educació dels prínceps reials i dels fills de la noblesa. Amenhotep II, nascut i criat a Memphis, va ser nomenat setem —summe sacerdot del Baix Egipte— durant el regnat del seu pare. El seu fill, Thutmose IV, va rebre el seu famós somni, del qual ha estat registrat, mentre residia com a jove príncep a Memphis. Durant la seva exploració del jaciment, Karl Richard Lepsius va identificar una sèrie de blocs i columnes trencades en nom de Thutmosis IV a l'est del Temple de Ptah. Havien de pertànyer a un edifici reial, probablement un palau cerimonial.
La fundació del temple d’Astarte (deessa mespotàmica o assíria de la fertilitat i la guerra; babilònica = Ishtar), que Heròdot entén sincrèticament que està dedicada a la deessa grega Afrodita, també es pot datar de la dinastia XVIII, concretament del regnat d’Amenofis III (r. 1388/86–1351/1349 aC). L'obra més gran d'aquest rei a Memphis, però, va ser un temple anomenat Nebmaatra unida amb Ptah, que és citat per moltes fonts del període del seu regnat, incloent-hi artefactes que enumeren les obres de Huy, el Gran Majordom de Memphis. La ubicació d'aquest temple no s'ha determinat amb precisió, però es va trobar que diversos dels seus blocs de quarsita marró van ser reutilitzats per Ramsès II (r. 1279–1213 aC) per a la construcció del petit temple de Ptah. Això porta alguns egiptòlegs a suggerir que aquest darrer temple s'havia construït sobre el lloc del primer.
Segons inscripcions trobades a Memphis, Akhenaton (r. 1353/51–1336/34 aC; anteriorment Amenhotep IV) va fundar un temple d’Aten a la ciutat. La cambra funerària d'un dels sacerdots d'aquest culte ha estat descoberta a Saqqara. El seu successor Tutankamon, (r. 1332–1323 aC; anteriorment Tutankhaton) va traslladar la cort reial d'Akhenaton, la capital Al-Amārna (Horitzó d'Aton), a Memphis abans del final del segon any del seu regnat. Mentre era a Memphis, Tutankamon va iniciar un període de restauració dels temples i les tradicions després de l'era de l'Atenisme, que va ser considerada heretgia.
Hi ha proves que, sota Ramsès II, la ciutat va desenvolupar una nova importància en l'esfera política a causa de la seva proximitat a la nova capital, Pi-Ramsès. El rei va dedicar molts monuments a Memphis i els va adornar amb símbols colossals de glòria. Merenptah (r. 1213–1203 aC), el seu successor, va construir un palau i va desenvolupar el mur sud-est del temple de Ptah. Durant la primera part de la dinastia XIX, Memphis va rebre privilegis d'atenció reial, i és aquesta dinastia la que és més evident entre les ruïnes de la ciutat avui dia.

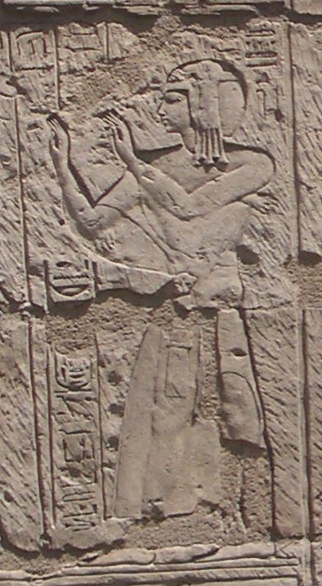
Relleu que representa el Gran Sacerdot de Ptah, Shoshenq

Amb les dinasties XXI i XXII, hi ha una continuació del desenvolupament religiós iniciat per Ramsès. Memphis no sembla haver patit una decadència durant el Tercer Període Intermedi, que va veure grans canvis en la geopolítica del país. En canvi, és probable que els reis treballessin per desenvolupar el culte memfita a la seva nova capital de Tanis, al nord-est. A la llum d'algunes restes trobades al jaciment, se sap que hi havia un temple de Ptah. Es cita que Siamon va construir un temple dedicat a Amon, les restes del qual van ser trobades per Flinders Petrie a principis del segle xx, al sud del complex del temple de Ptah.
Segons les inscripcions que descriuen la seva obra arquitectònica, Sheshonk I (r. 943–922 aC), fundador de la XXII dinastia, va construir un pati i un piló del temple de Ptah, un monument que va anomenar el Castell de Milions d'Anys de Sheshonk, Estimat d'Amon. El culte funerari que envoltava aquest monument, ben conegut al Nou Regne, encara funcionava diverses generacions després del seu establiment al temple, cosa que va portar alguns estudiosos a suggerir que podria haver contingut la cambra funerària reial del rei. Sheshonk també va ordenar la construcció d'un nou santuari per al déu Apis, especialment dedicat a les cerimònies funeràries en què el toro era conduït a la mort abans de ser momificat ritualment.
A l'oest del fòrum s'ha trobat una necròpolis per als summes sacerdots de Memphis que data precisament de la dinastia XXII. Incloïa una capella dedicada a Ptah per un príncep, Shoshenq, fill d’Osorkon II (r. 872–837 aC), la tomba del qual va ser trobada a Saqqara el 1939 per Pierre Montet. La capella és actualment visible als jardins del Museu Egipci del Caire, darrere d'un trio de colossos de Ramsès II, que també provenen de Memphis.

### Període tardà
Durant el Tercer Període Intermedi i el Període Tardà, Memphis és sovint l'escenari de les lluites d'alliberament de les dinasties locals contra una força ocupant, com ara els cuixites, els assiris i els perses. La campanya triomfal de Piankhi, governant dels cuixites, va veure l'establiment de la Vint-i-cinquena dinastia, la seu de la qual era a Nàpata. La conquesta d'Egipte per Piankhi va ser registrada a l’Estela de la Victòria del Temple d'Amon a Gebel Barkal. Després de la captura de Memphis, va restaurar els temples i cultes abandonats durant el regnat dels libis. Els seus successors són coneguts per construir capelles a la cantonada sud-oest del temple de Ptah.
Memphis va ser al centre de la turbulència produïda per la gran amenaça assíria. Sota Taharqa, la ciutat va formar la base fronterera de la resistència, que aviat es va esfondrar quan el rei cuixita va ser expulsat a Núbia. El rei assiri Assarhaddon, amb el suport d'alguns dels prínceps egipcis nadius, va capturar Memfis el 671 aC. Les seves forces van saquejar i assaltar la ciutat, van massacrar vilatans i van aixecar piles dels seus caps. Asarhaddon va tornar a la seva capital, Nínive, amb un ric botí i va erigir una estela de la victòria que mostrava el fill de Taharqa encadenat. Gairebé tan bon punt el rei va marxar, Egipte es va rebel·lar contra el domini assiri.

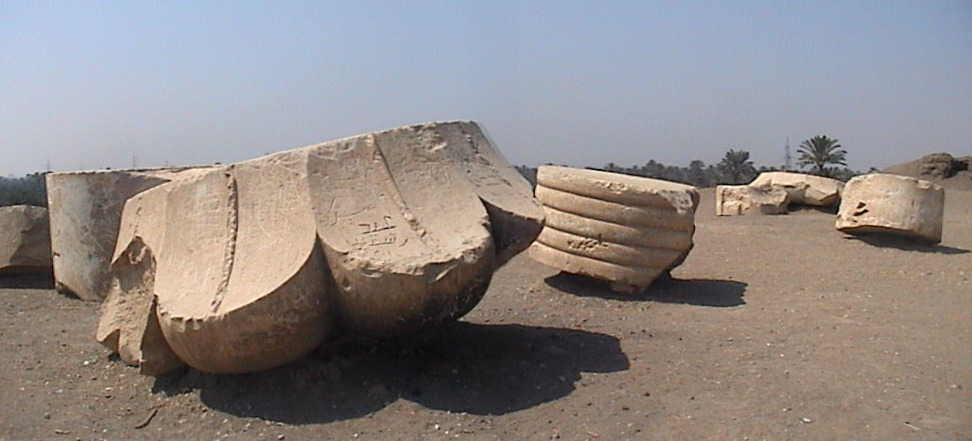
Ruïnes del palau d'Apries, a Memphis

A Assíria, Assurbanipal va succeir el seu pare i va reprendre l'ofensiva contra Egipte. En una invasió massiva l'any 664 aC, la ciutat de Memphis va ser novament saquejada i saquejada, i el rei Tanutamon va ser perseguit fins a Núbia i derrotat, posant fi definitivament al regnat cuixita sobre Egipte. El poder va tornar llavors als reis saïtes, que, tement una invasió dels babilonis, van reconstruir i fins i tot van fortificar estructures a la ciutat, com ho testifica el palau construït per Apries a Kom Tuman.
Egipte i Memfis van ser conquerides per Pèrsia pel rei Cambises II de Pèrsia el 525 aC després de la batalla de Pelúsion. Sota els perses, les estructures de la ciutat es van preservar i reforçar, i Memfis es va convertir en la seu administrativa de la Sàtrapa recentment conquerida. Una guarnició persa es va instal·lar permanentment dins de la ciutat, probablement a la gran muralla nord, prop del palau dominant d'Apries. Les excavacions de Flinders Petrie van revelar que aquest sector incloïa armeries. Durant gairebé un segle i mig, la ciutat va romandre com la capital de la satrapia persa d'Egipte (Mudraya/Musraya), convertint-se oficialment en un dels epicentres del comerç en el vast territori conquerit per la monarquia aquemènida.
Les esteles dedicades a Apis al Serapeu de Saqqara, encarregades pel monarca regnant, representen un element clau per comprendre els esdeveniments d'aquest període. Igual que en el període tardà, les catacumbes on s'enterraven les restes dels toros sagrats van anar augmentant gradualment de mida i, més tard, van adquirir un aspecte monumental que confirma el creixement de les hipòstasis del culte a tot el país, i particularment a Memphis i la seva necròpolis. Així, un monument dedicat per Cambises II sembla refutar el testimoni d'Heròdot, que presta als conqueridors una actitud criminal de falta de respecte envers les tradicions sagrades.
El despertar nacionalista va arribar amb l'ascens al poder, encara que breu, d’Amirteu el 404 aC, que va posar fi a l'ocupació persa. Va ser derrotat i executat a Memphis l'octubre del 399 aC per Neferites I, fundador de la XXIX dinastia. L'execució va ser registrada en un document de papir arameu (Papyrus Brooklyn 13). Els neferites van traslladar la capital a Per-Banebdjedet, al delta oriental, i Memfis va perdre el seu estatus en l'esfera política. Va conservar, però, la seva importància religiosa, comercial i estratègica, i va ser fonamental en la resistència als intents perses de reconquerir Egipte.
Sota Nectabeu I, es va iniciar un important programa de reconstrucció de temples de tot el país. A Memphis, es va reconstruir una nova i poderosa muralla per al Temple de Ptah, i es van fer reformes als temples i capelles dins del complex. Mentrestant, Nectabeu II, tot continuant la tasca del seu predecessor, va començar a construir grans santuaris, especialment a la necròpolis de Saqqara, adornant-los amb pilons, estàtues i carreteres pavimentades vorejades per fileres d'esfinxs. Malgrat els seus esforços per impedir la recuperació del país pels perses, va sucumbir a una invasió el 340 aC. Nectabeu II es va retirar al sud, a Memfis, on el rei aquemènida Artaxerxes III va assetjar, obligant el rei a fugir a l'Alt Egipte i, finalment, a Núbia.
Una breu alliberació de la ciutat sota el rei rebel Khababash (338 a 335 aC) queda evidenciada per un sarcòfag de bou Apis que porta el seu nom, que va ser descobert a Saqqara i que data del seu segon any. Els exèrcits de Darios III finalment van recuperar el control de la ciutat.
Memphis durant el Període Tardà va patir invasions recurrents seguides de successives alliberacions. Diverses vegades assetjada, va ser l'escenari de diverses de les batalles més sagnants de la història del país. Malgrat el suport dels seus aliats grecs per soscavar l'hegemonia dels aquemènides, el país va caure en mans dels conqueridors, i Memfis mai més va tornar a ser la capital de la nació. El 332 aC van arribar els grecs, que van prendre el control del país dels perses, i Egipte mai no veuria un nou governant natiu ascendir al tron fins a la Revolució Egípcia de 1952.

### Període ptolemaic

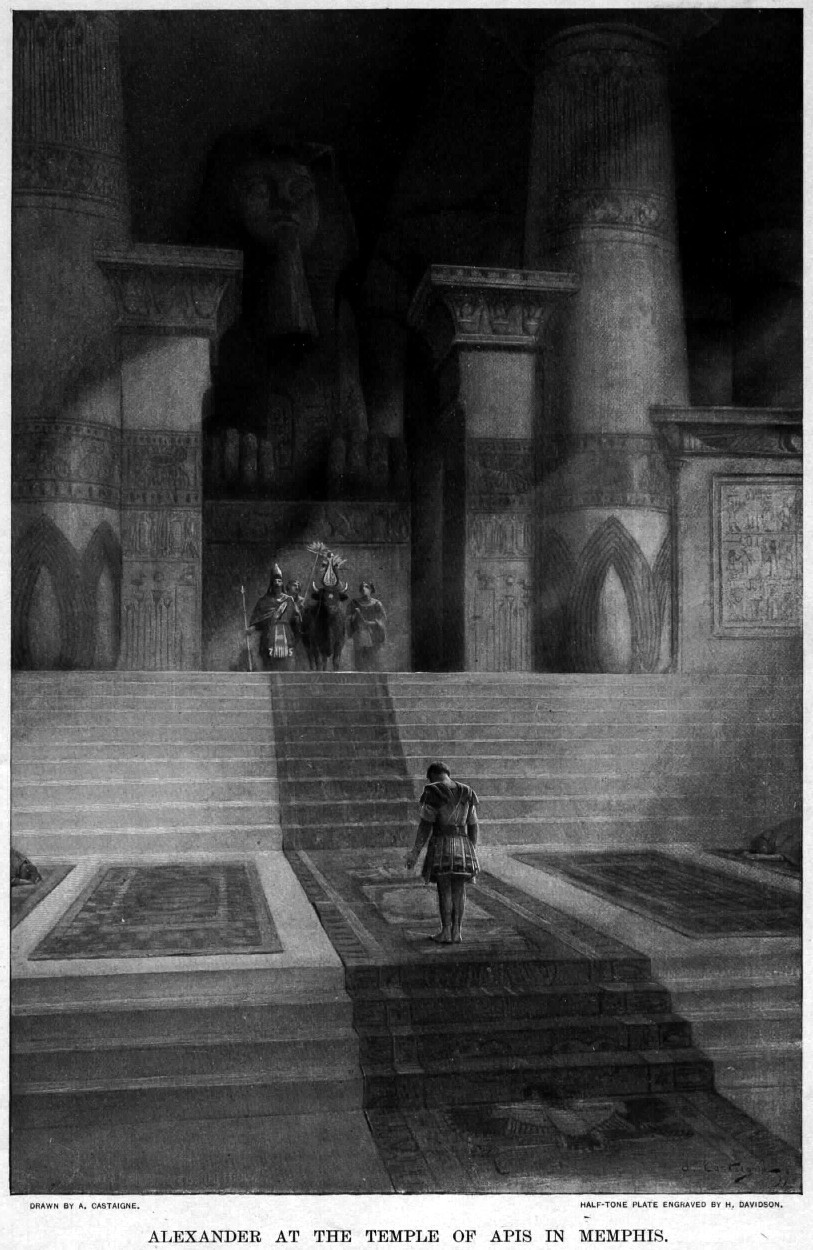
Alexandre al temple d'Apis a Memphis, per André Castaigne (1898–1899)

L'any 332 aC, Alexandre el Gran va ser coronat rei al temple de Ptah, donant pas al període hel·lenístic. La ciutat va conservar un estatus important, especialment religiós, durant tot el període posterior a la presa de possessió per part d'un dels seus generals, Ptolemeu I. A la mort d'Alexandre a Babilònia (323 aC), Ptolemeu es va esforçar molt per aconseguir el seu cos i portar-lo a Memfis. Afirmant que el rei havia expressat oficialment el desig de ser enterrat a Egipte, va portar el cos d'Alexandre al cor del temple de Ptah i els sacerdots el van embalsamar. Per costum, els reis de Macedònia afirmaven el seu dret al tron enterrant el seu predecessor. Ptolemeu II va traslladar més tard el sarcòfag a Alexandria, on es va construir una tomba reial per al seu enterrament. La ubicació exacta de la tomba s'ha perdut des de llavors. Segons Elià, el vident Aristandre va predir que la terra on Alexandre havia estat enterrat seria feliç i invencible per sempre.
Així va començar la dinastia ptolemaica, durant la qual va començar el declivi gradual de la ciutat. Va ser Ptolemeu I qui va introduir per primera vegada el culte de Serapis a Egipte, establint el seu culte a Saqqara. D'aquest període daten molts desenvolupaments del Serapeum de Saqqara, com ara la construcció de la Cambra dels Poetes, així com el dromos que adorna el temple i molts elements d'arquitectura d'inspiració grega. La reputació del culte es va estendre més enllà de les fronteres del país, però més tard va ser eclipsada pel gran Serapeum d'Alexandria, construït en honor de Ptolemeu pels seus successors.
Els Decrets de Memphis van ser emesos el 216 i el 196 aC, per Ptolemeu IV i Ptolemeu V respectivament. Delegats dels principals clergues del regne es van reunir en sínode, sota el patrocini del Sum Sacerdot de Ptah i en presència del rei, per establir la política religiosa del país per als anys vinents, dictant també taxes i impostos, creant noves fundacions i pagant tributs als governants ptolemaics. Aquests decrets van ser gravats en esteles en tres escriptures perquè tothom les llegís i les comprengués: demòtica, jeroglífica i grega. La més famosa d'aquestes esteles és la Pedra de Rosetta, que va permetre el desxiframent de l'escriptura egípcia antiga al segle xix. Hi va haver altres esteles, funeràries aquesta vegada, descobertes al lloc que han avançat el coneixement de la genealogia de l'alt clergat de Memphis, una dinastia de summes sacerdots de Ptah. El llinatge va mantenir forts vincles amb la família reial d'Alexandria, fins al punt que es van produir matrimonis entre certs summes sacerdots i princeses ptolemaiques, cosa que va enfortir encara més el compromís entre les dues famílies.

### Decadència i abandonament
Amb l'arribada dels romans, Memfis, com Tebes, va perdre el seu lloc definitivament en favor d’Alexandria, que es va obrir a l'Imperi. L'auge del culte de Serapis, una deïtat sincrètica més adequada a la mentalitat dels nous governants d'Egipte, i l'aparició del cristianisme que arrelava profundament al país, van significar la ruïna completa dels antics cultes de Memphis.

Durant els períodes bizantí i copte, la ciutat va anar minvant gradualment i finalment va desaparèixer. Aleshores es va convertir en una pedrera de la qual es van utilitzar les pedres per construir nous assentaments propers, com ara Fustat, la nova capital fundada pels àrabs que en van prendre possessió al segle VII dC. Els fonaments de Fustat i més tard del Caire, ambdues construïdes més al nord, es van col·locar amb pedres de temples desmantellats i antigues necròpolis de Memphis. Al segle XIII, el cronista àrab Abd-al-Latif al-Baghdadí, en visitar el lloc, va descriure i va donar testimoni de la grandesa de les ruïnes.
| « | Per enormes que siguin l'extensió i l'antiguitat d'aquesta ciutat, malgrat els freqüents canvis de governs el jou dels quals ha suportat, i les grans dificultats que més d'una nació ha fet per destruir-la, per escombrar el seu darrer rastre de la faç de la terra, per endur-se les pedres i els materials amb què estava construïda, per mutilar les estàtues que l'adornaven; malgrat, finalment, tot el que més de quatre mil anys han fet a més de l'home, aquestes ruïnes encara ofereixen a l'ull de l'espectador una munió de meravelles que confonen els sentits i que les plomes més hàbils no podran descriure. Com més profundament contemplem aquesta ciutat, més creix la nostra admiració, i cada nova mirada a les ruïnes és una nova font de delit... Les ruïnes de Memphis són a mig dia de distància en totes direccions. | » |

Tot i que les restes actuals no són res comparades amb el que va presenciar l'historiador àrab, el seu testimoni ha inspirat la tasca de molts arqueòlegs. Els primers estudis i excavacions del segle xix, i l'extens treball de Flinders Petrie, han pogut mostrar una mica de l'antiga glòria de l'antiga capital. Memphis i la seva necròpolis, que inclou tombes funeràries de roca, mastabes, temples i piràmides, van ser inscrites a la Llista del Patrimoni Mundial de la UNESCO el 1979.

## Restes
Durant l'època del Nou Regne, i especialment sota el regnat dels governants de la Dinastia XIX, Memfis va florir en poder i mida, rivalitzant amb Tebes tant políticament com arquitectònicament. Un indicador d'aquest desenvolupament es pot trobar en una capella de Seti I dedicada al culte de Ptah. Després de més d'un segle d'excavacions al jaciment, els arqueòlegs han pogut confirmar gradualment la disposició i l'expansió de l'antiga ciutat.

## Les restes de la ciutat
Fins fa pocs anys es desconeixia la distribució urbanística i la mida real de la ciutat, degut a les construccions de la moderna ciutat de Mit Rahina. Tot el que se sabia era a partir de textos escrits: inscripcions, relleus, cartes ... les últimes excavacions han permès que es pugui començar a perfilar la distribució de la ciutat durant l'Imperi Nou. Les restes més destacades són:
- El gran temple de Ptah
- El temple de Ptah de Ramsès II
- El temple de Ptah i Sekhmet de Ramsès II
- El temple de Ptah de Merenptah
- La ciutadella
- El temple d'Hathor
- El temple de Seti I
- El palau de Merenptah
- El canal
- El palau d'Apries

S'han trobat restes d'un temple dedicat a Mitra d'epoca romana. Se sap que existien altres temples a la zona, com el temple dels fenicis dedicat a Astarte que va descriure Heròdot o un dedicat a Neith. Hi havia altres temples dels quals es té referència, però encara no s'han pogut localitzar.

## Lesnecròpolis de Memfis
Els necròpolis estan formades sobretot per un conjunt de piràmides situades a la regió de Memfis. Corresponen a l'Imperi antic i mitjà. Els llocs principals són Guiza, Saqqara i Dashur. La primera piràmide construïda correspon a la zona de Saqqara (piràmide esglaonada de Djoser); a Dashur cal esmentar la piràmide de Sesostris III, la piràmide encorbada de Snofru, i la piràmide roja; de l'Imperi mitjà la situada més al nord és la de Sesostris III; destacades també són la piràmide blanca i la d'Amenemhet III o piràmide negra; a Guiza s'aixequen les piràmides de Guiza (la gran piràmide o piràmide de Kheops, la piràmide de Khefren i la piràmide de Micerí).

## El museu a l'aire lliure
A Mit-Rahina es va establir un museu a l'aire lliure que conté algunes de les estàtues, esteles i altres restes escultòriques trobades a les ruïnes de la ciutat de Memfis. També s'hi va construir una nau de dos pisos per a protegir el colós de Ramsès II, esculpit en pedra calcària, que va trobar tombat Caviglia a la ribera del Nil.

## Galeria d'imatges

### Restes de la ciutat

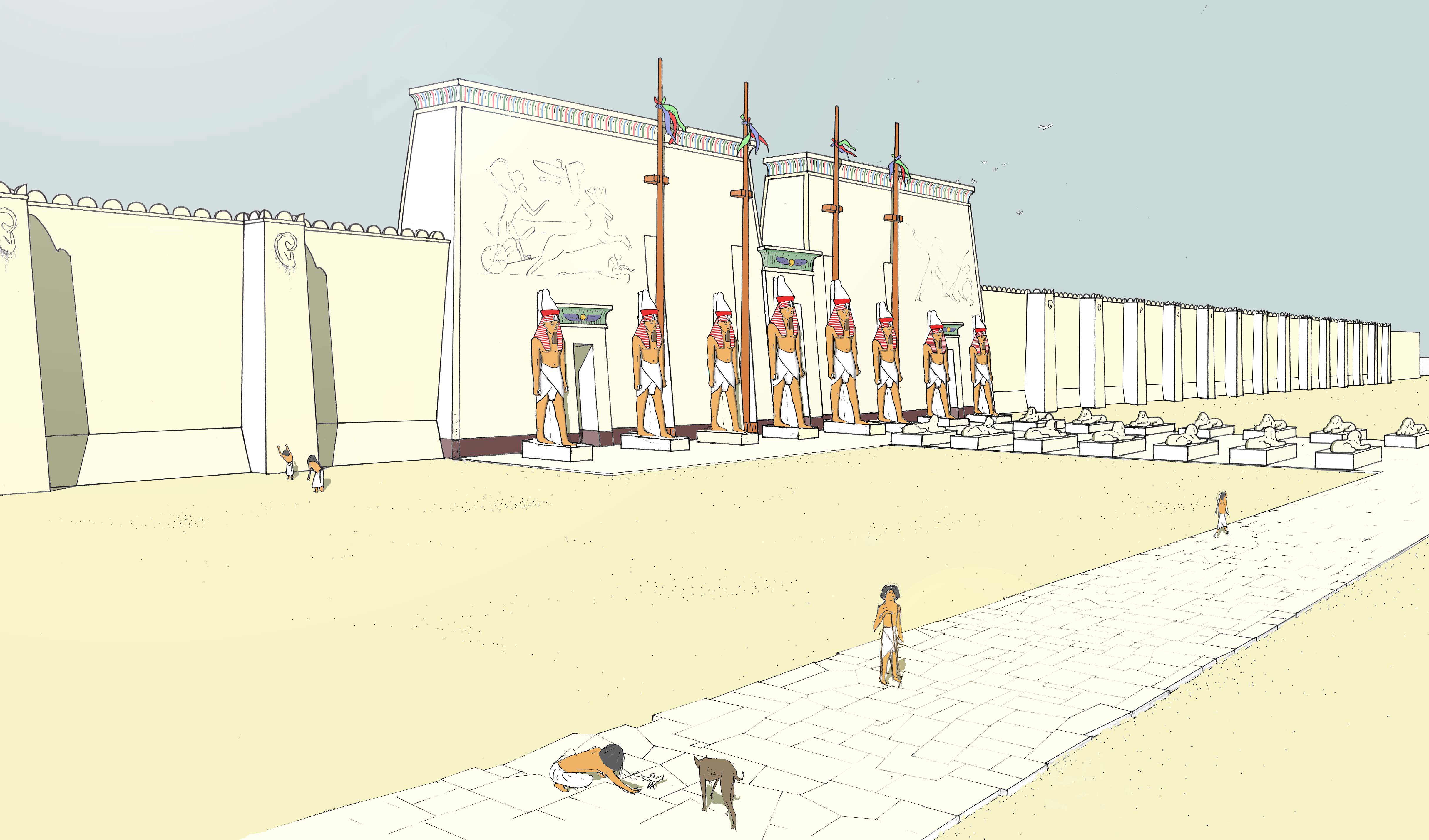
Reconstrucció de la façana oest del Gran temple de Ptah
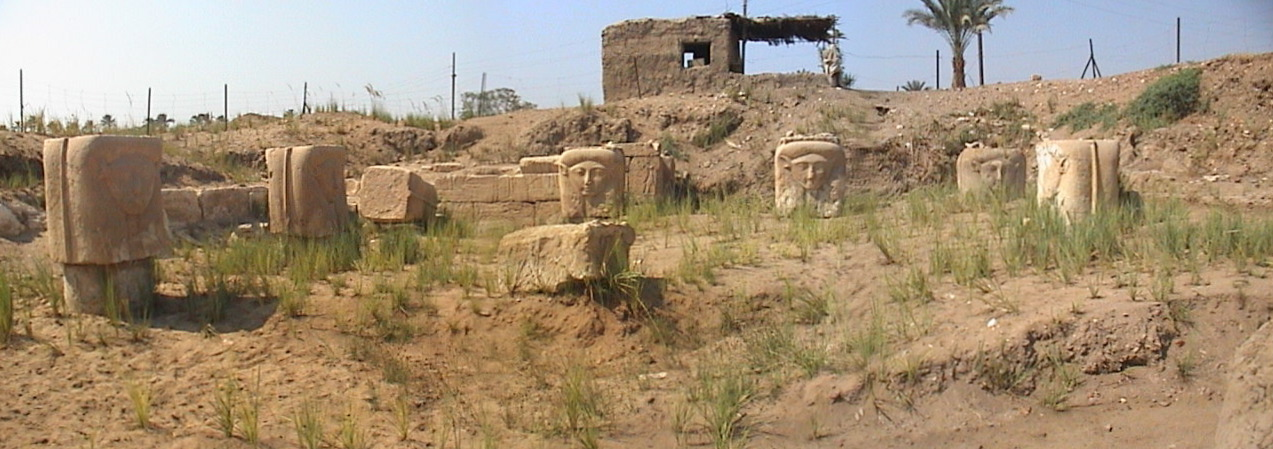
Temple d'Hator
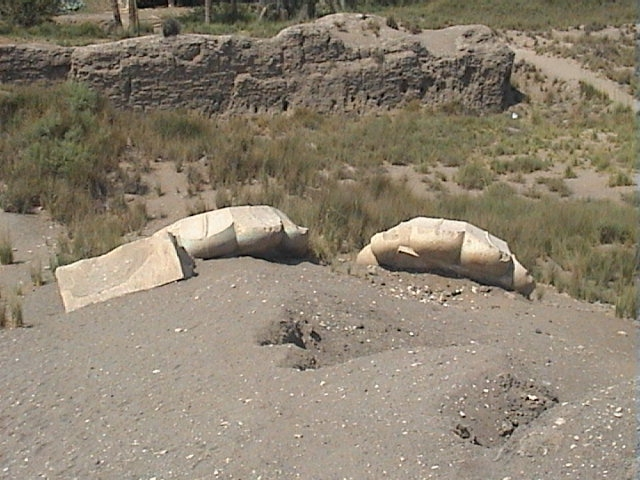
Restes del palau d'Apries
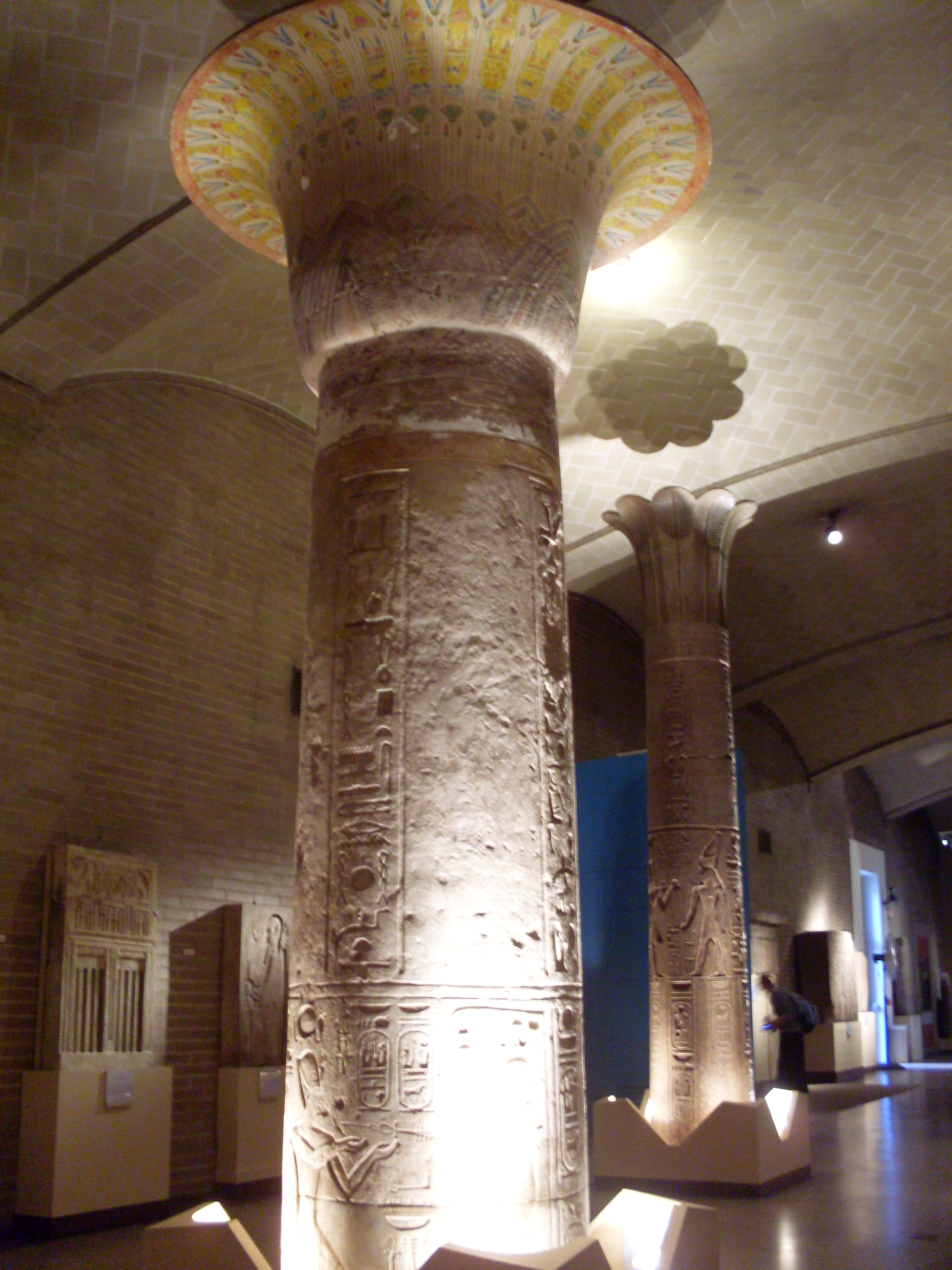
Columnes del palau de Merenptah

### Museu a l'aire lliure

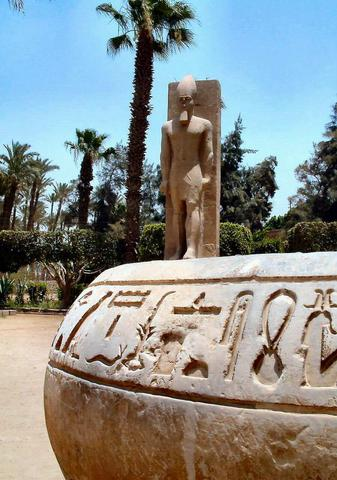
Jeroglífics egipcis al museu, amb l'enorme estàtua de Ramsès II al fons
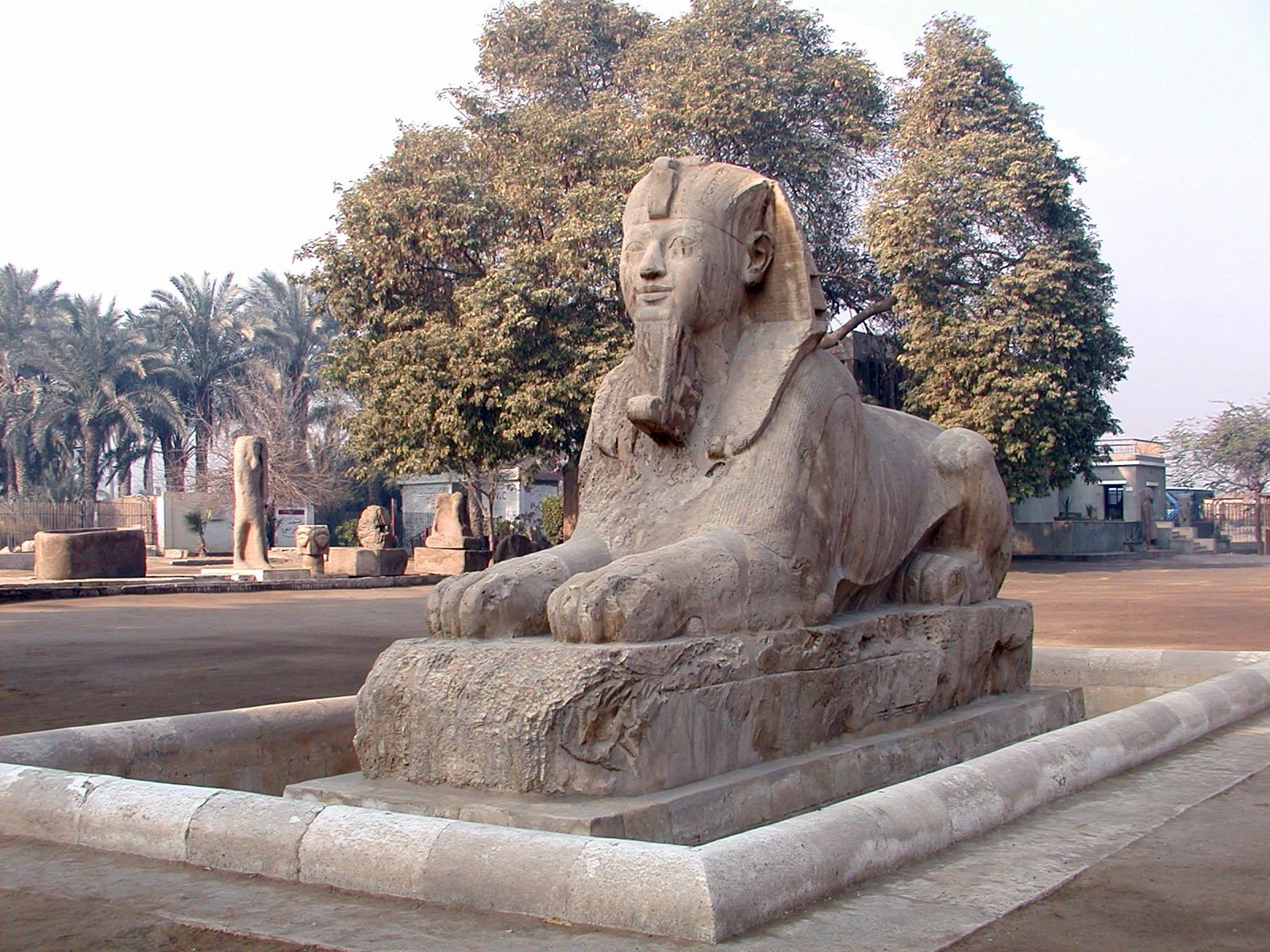
Esfinx d'alabastre al museu a l'aire lliure de Memfis
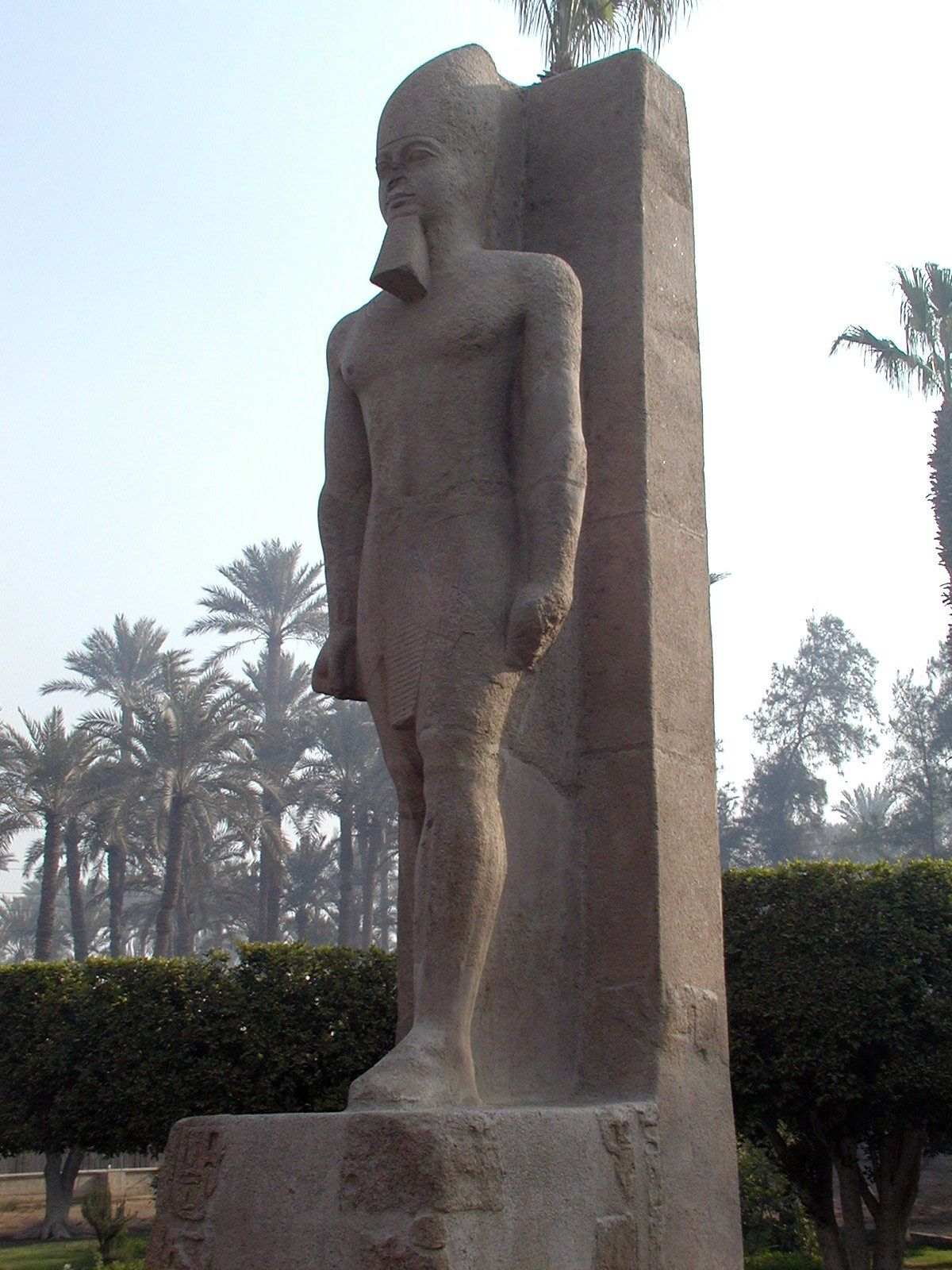
Estàtua de Ramsès
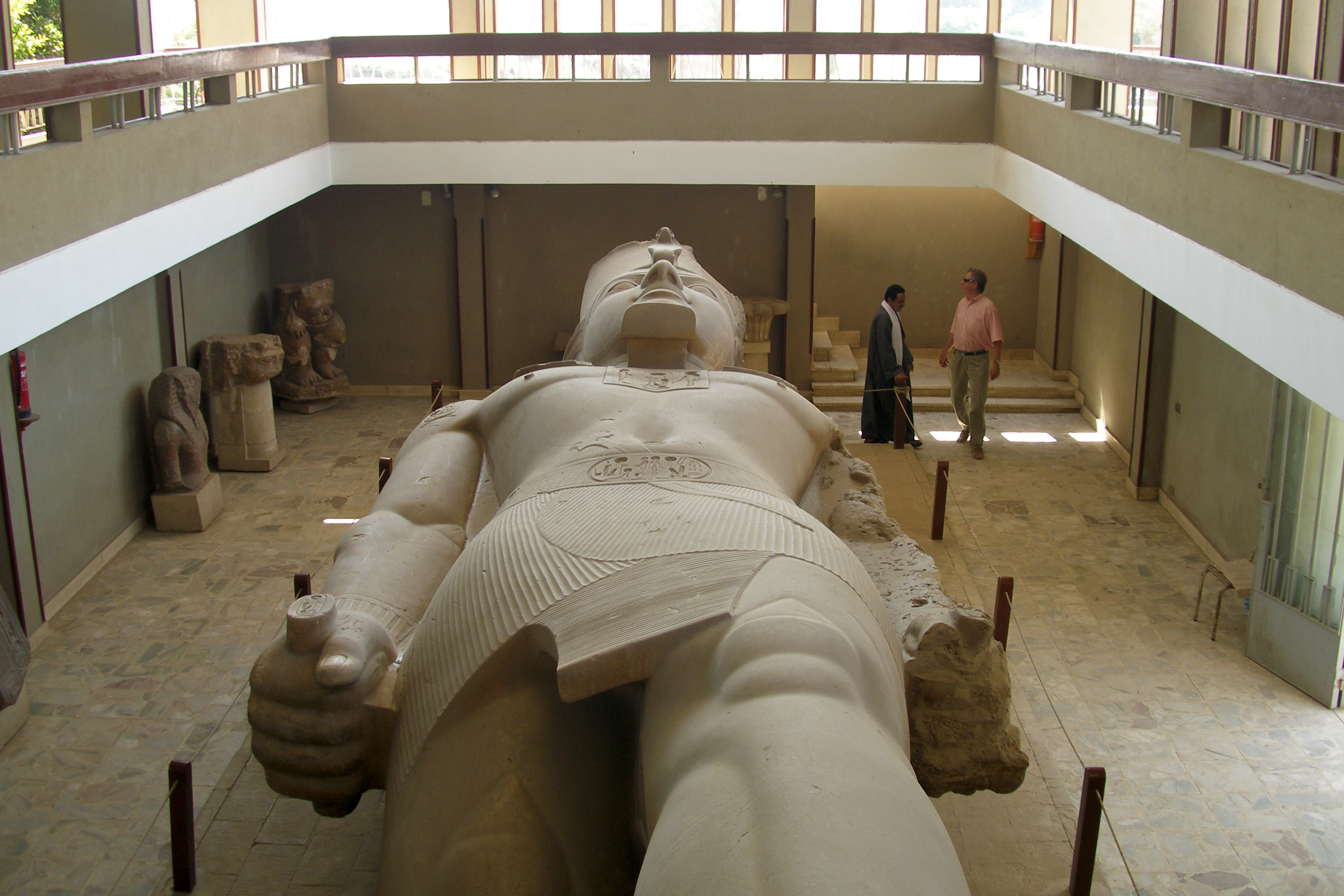
Colós de Ramsès